# Aishwarya af Nepal
Aishwarya Rajya Lakshmi Devi Shah (nepalesisk: ऐश्वर्य राज्य लक्ष्मी देवी शाह 7. november 1949 - 1. juni 2001), var en politisk aktiv dronning af Nepal fra 1972 til 2001; også kaldet Bada Maharani बडामहारानी. Hun giftede sig 1970 med kong Birendra af Nepal. 
Hun døde sammen med sin mand og flere andre familiemedlemmer, som der blev myrdet af deres ældste søn, kronprins Dipendra fra Nepal, da han åbnede ild under et familiedrama på det kongelige palads i Kathmandu og iscenesatte en massakre.
Hun var en kontroversiel skikkelse i Nepal, hvor hun blev betragtet som en stærk modstander af alle reformer af det absolutte monarki. Hun var meget upopulær både på grund af hendes konservative politiske synspunkter såvel som for hendes personlighed.